# Theobald I van Blois
Theobald I van Blois, bijgenaamd de Bedrieger, (voor 905 - 16 januari 975/978) was een West-Frankisch edelman. Hij wordt beschouwd als de grondlegger voor de macht van het huis Blois-Champagne dat gedurende enkele eeuwen een prominente rol zou spelen in de geschiedenis van Frankrijk en van Engeland, en tijdens de eerste kruistochten.
In 935 versloeg Theobald voor zijn vader Theobald de Oude de Vikingen van de Loire. In 940 volgde hij zijn vader op als burggraaf van Tours en steunde zijn leenheer Hugo de Grote tegen Lodewijk IV van Frankrijk. Theobald sloot in 943 een zeer gunstig huwelijk met Liutgard van Vermandois, dochter van Herbert II van Vermandois en weduwe van Willem I van Normandië. Bij het huwelijk bracht zij het graafschap Provins in. Toen Hugo kort daarna de erfenis van Herbert verdeelde, kreeg Theobald door zijn vrouw een ruim aandeel: hij werd ook nog graaf van Blois, Troyes, Beauvais, heer van Montagu, Montagne, Vierzon en Sancerre. Hij noemde zichzelf nu ook graaf van Tours.
Theobald nam in 945 Lodewijk gevangen voor Hugo en kreeg van Hugo het commando over de stad Laon. In 948 werd hij voor deze daden tegen de koning geëxcommuniceerd door de synode van Laon. In de troebele tijden daarna wist Theobald zijn positie nog verder te versterken en werd graaf van Rennes en Chartres, burggraaf van Châteaudun en regent van Bretagne. In 961 kwam hij in conflict met Richard I van Normandië. Theobald viel Évreux aan terwijl de Normandiërs Châteaudun aanvielen. Het volgende jaar versloeg Richard Theobald bij Rouen, veroverde Chartres en brandde de stad tot de grond toe af. Theobald zocht nu politieke steun bij koning Lotharius van Frankrijk. In de volgende jaren heroverde Theobald Vierzon, veroverde Saint-Aignan en Anguillon in Berry. Tevens versterkte hij Chartres en Châteaudun, en bouwde het kasteel van Saumur. In 964 werd hij geëxcommuniceerd door aartsbisschop Odelric van Reims omdat hij zich bezittingen van het aartsbisdom had toegeëigend. In 974 legde Theobald zijn functies neer.
Theobald was zoon van Theobald de Oude en diens eerste vrouw.  Hij trouwde met Liutgard van Vermandois (914 - 14 november 978), dochter van Herbert II van Vermandois en Adelheid van Parijs. Zij kregen de volgende kinderen:
- Theobald (945-962), gesneuveld
- Hugo (- 2 januari 986), aartsbisschop van Bourges 965-985
- Emma (950 - 27 december 1003), gehuwd met Willem IV van Aquitanië (ca. 950 -993)
- Odo I (ca. 950 - Châteaudun, 995)

Liutgard is begraven in de abdij van Saint-Père te Chartres.
- Système universitaire de documentation: 142922501
- Virtual International Authority File: 202302650